# Prefontaine Classic 2017
Prefontaine Classic 2017 – mityng lekkoatletyczny, który odbył się w dniach 26–27 maja w Eugene. Zawody były trzecią odsłoną prestiżowej Diamentowej Ligi w sezonie 2017.

## Wyniki

### Mężczyźni
| Konkurencja:               | 1. miejsce       | Rezultat          | 2. miejsce              | Rezultat   | 3. miejsce        | Rezultat   |
| Bieg na 100 m              | Ronnie Baker     | 9,86              | Su Bingtian             | 9,92       | Chijindu Ujah     | 9,95       |
| Bieg na 400 m              | LaShawn Merritt  | 44,79             | Baboloki Thebe          | 45,04      | Vernon Norwood    | 45,05      |
| Bieg na milę               | Ronald Kwemoi    | 3:49,04 WL        | Elijah Motonei Manangoi | 3:49,08 PB | Timothy Cheruiyot | 3:49,64 PB |
| Bieg na 5000 m             | Mohamed Farah    | 13:00,70 WL       | Yomif Kejelcha          | 13:01,21   | Geoffrey Kamworor | 13:01,35   |
| Bieg na 110 m przez płotki | Omar McLeod      | 13,01             | Ronald Levy             | 13,10      | Devon Allen       | 13,11      |
| Trójskok                   | Christian Taylor | 18,11 WL, DLR, MR | Will Claye              | 18,05 PB   | Dong Bin          | 17,27 SB   |
| Skok o tyczce              | Sam Kendricks    | 5,86              | Renaud Lavillenie       | 5,81       | Piotr Lisek       | 8,81       |
| Pchnięcie kulą             | Ryan Crouser     | 22,43 MR          | Tom Walsh               | 21,71      | Joe Kovacs        | 21,44      |

### Kobiety
| Konkurencja:                  | 1. miejsce               | Rezultat          | 2. miejsce               | Rezultat | 3. miejsce         | Rezultat |
| Bieg na 100 m                 | Morolake Akinosun        | 10,94             | Murielle Ahouré          | 10,96    | Michelle-Lee Ahye  | 10,97    |
| Bieg na 200 m                 | Tori Bowie               | 21,77 WL, DLR, MR | Shaunae Miller-Uibo      | 21,91 NR | Elaine Thompson    | 21,98 SB |
| Bieg na 800 m                 | Caster Semenya           | 1:57,78           | Margaret Nyairera Wambui | 1:57,88  | Francine Niyonsaba | 1:59,10  |
| Bieg na 1500 m                | Faith Kipyegon           | 3:59,67           | Hellen Obiri             | 4:00,46  | Laura Muir         | 4:00,47  |
| Bieg na 5000 m                | Genzebe Dibaba           | 14:25,22          | Lilian Kasait Rengeruk   | 14:36,80 | Sifan Hassan       | 14:41,24 |
| Bieg na 100 m przez płotki    | Jasmin Stowers           | 12,59 SB          | Queen Harrison           | 12,64 SB | Dawn Harper-Nelson | 12,66 SB |
| Bieg na 400 m przez płotki    | Ashley Spencer           | 53,38 WL          | Shamier Little           | 53,44 PB | Georganne Moline   | 54,09 SB |
| Bieg na 3000 m z przeszkodami | Celliphine Chepteek Ches | 8:58,78           | Beatrice Chepkoech       | 9:00,70  | Ruth Jebet         | 9:03,52  |
| Skok w dal                    | Brittney Reese           | 7,01 WL           | Tianna Bartoletta        | 6,83 SB  | Lorraine Ugen      | 6,78 SB  |
| Skok wzwyż                    | Marija Łasickiene        | 2,03 WL, MR       | Kamila Lićwinko          | 1,95 SB  | Vashti Cunningham  | 1,95 SB  |
| Rzut oszczepem                | Tacciana Chaładowicz     | 66,30             | Liu Shiying              | 65,21    | Sara Kolak         | 64,64    |

## Wyniki reprezentantów Polski

### Mężczyźni
- skok o tyczce: 3. Piotr Lisek – 5,81; 8. Paweł Wojciechowski – 5,56
- pchnięcie kulą: 7. Konrad Bukowiecki – 20,29

### Kobiety
- bieg na 800 metrów: 7. Joanna Jóźwik – 2:00,77
- bieg na 1500 metrów: 10. Sofia Ennaoui – 4:05,74
- skok wzwyż: 2. Kamila Lićwinko – 1,95

## Rekordy
Podczas mityngu ustanowiono 1 krajowy rekord w kategorii seniorów:
| Zawodnik            | Reprezentacja | Konkurencja        | Rezultat |
| ------------------- | ------------- | ------------------ | -------- |
| Shaunae Miller-Uibo | Bahamy        | bieg na 200 metrów | 21,91    |